# In-vitro-Fleisch

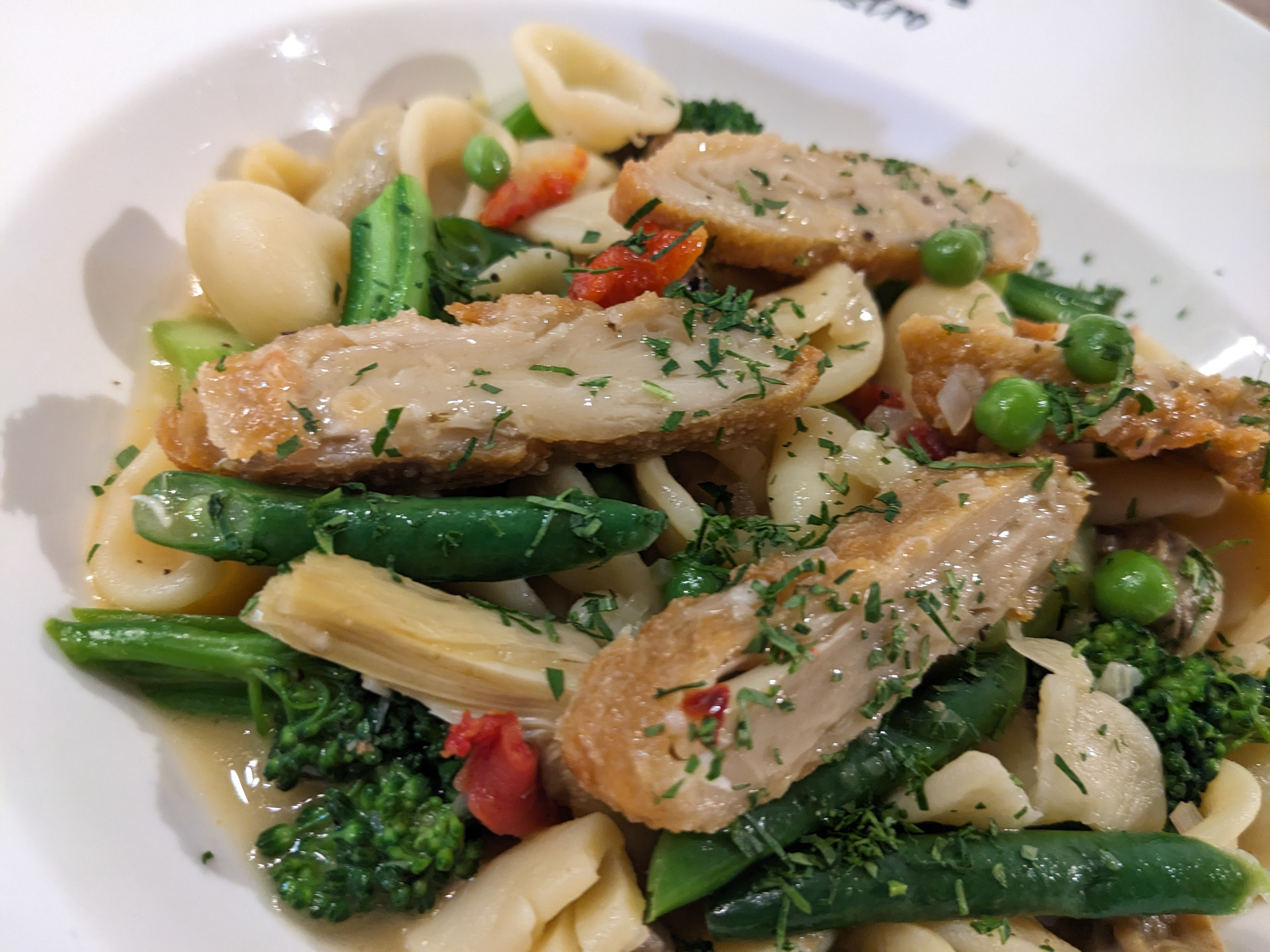
Pasta mit kultiviertem Hühnchenfleisch, 2023

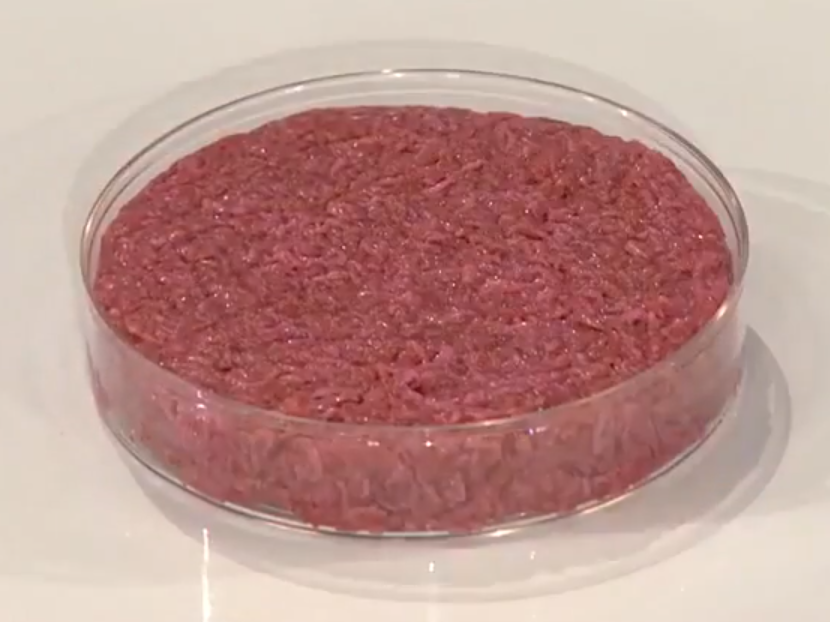
Erstes kultiviertes Hacksteak, 2013

In-vitro-Fleisch (von lateinisch in vitro ‚im Glas‘), auch Kulturfleisch, kultiviertes Fleisch, Kunstfleisch, künstliches Fleisch, schlachtfreies Fleisch, Laborfleisch oder Clean Meat genannt, ist das Ergebnis von Gewebezüchtung mit dem Ziel, Fleisch zum menschlichen Verzehr im industriellen Maßstab in vitro herzustellen. In-vitro-Fleisch wird zu den Fleischalternativen gezählt.
In-vitro-Fleisch wird das Potenzial zugeschrieben, erhebliche globale Probleme im Zusammenhang mit den Umweltauswirkungen der Fleischproduktion, dem Tierschutz, der Ernährungssicherung und der menschlichen Gesundheit zu lösen.

## Geschichte
Die Erzeugung von In-vitro-Fleisch basiert auf den Methoden der Zellkultur, insbesondere auf den Methoden der Gewebezüchtung wie die 3D-Zellkultur und das Tissue Engineering. Ab 1994 wurden In-vitro-Modelle im Rahmen einer Hygiene-Untersuchung zur Bestimmung der Keimzahl in Fleischproben eingesetzt. Diese Zellen wurden in Suspensionskultur gehalten. Ab 1997 wurden gemeinsame Kulturen von Muskel- und Fettzellen zur Untersuchung des Fettstoffwechsels verwendet. In Folge wurde die Zelldichte durch Wachstum auf der Oberfläche von Kollagen oder Microcarrier (‚Mikroträgerperlen‘) erhöht, die im Vergleich zu Zellkulturflaschen eine deutlich erhöhte Wachstumsfläche bieten. Darüber hinaus erhöht die Zirkulation des Kulturmediums in rotierenden Zellkulturflaschen (englisch roller bottles) oder gerührten Flaschen (englisch spinner flasks) die Versorgung der Zellen mit Nährstoffen und Sauerstoff. Durch die erhöhte Oberfläche des Trägermaterials kann eine Konfluenz der Zellen und die daraus folgende Zellkontakthemmung hinausgezögert werden, was sich in schnellerem Wachstum und höherer Ausbeute auswirkt. Zur Vermeidung von häufigen Biopsien werden als Ausgangsmaterial meistens  pluripotente Stammzellen verwendet, aus denen primäre Zellen von Myozyten heranwachsen. Da die ursprünglichen Methoden zur Erzeugung von In-vitro-Fleisch auf Monolayer-Zellkulturen basierten, besaßen die Erzeugnisse noch keine dreidimensionale fleischartige Struktur. Daher wurden parallel zum Tissue Engineering Methoden entwickelt, um dem Wachstum von Organen in Zellkultur näherzukommen.
Im Oktober 2019 teilte das israelische Start-up Aleph Farms mit, dass es zum ersten Mal gelungen ist, Fleisch in einem Labor unter Weltraum-Bedingungen zu züchten. Damit will es beweisen, „dass künstliches Fleisch zu jeder Zeit, überall und unter allen erdenklichen Bedingungen hergestellt werden kann“, sagte Geschäftsführer Didier Toubia. Die Firma züchtet Rinderzellen in Muskelgewebe und produziert daraus mittels 3D-Drucker Steaks.

## Herstellung

Prozessdiagramm für die Herstellung von In-vitro-Fleisch

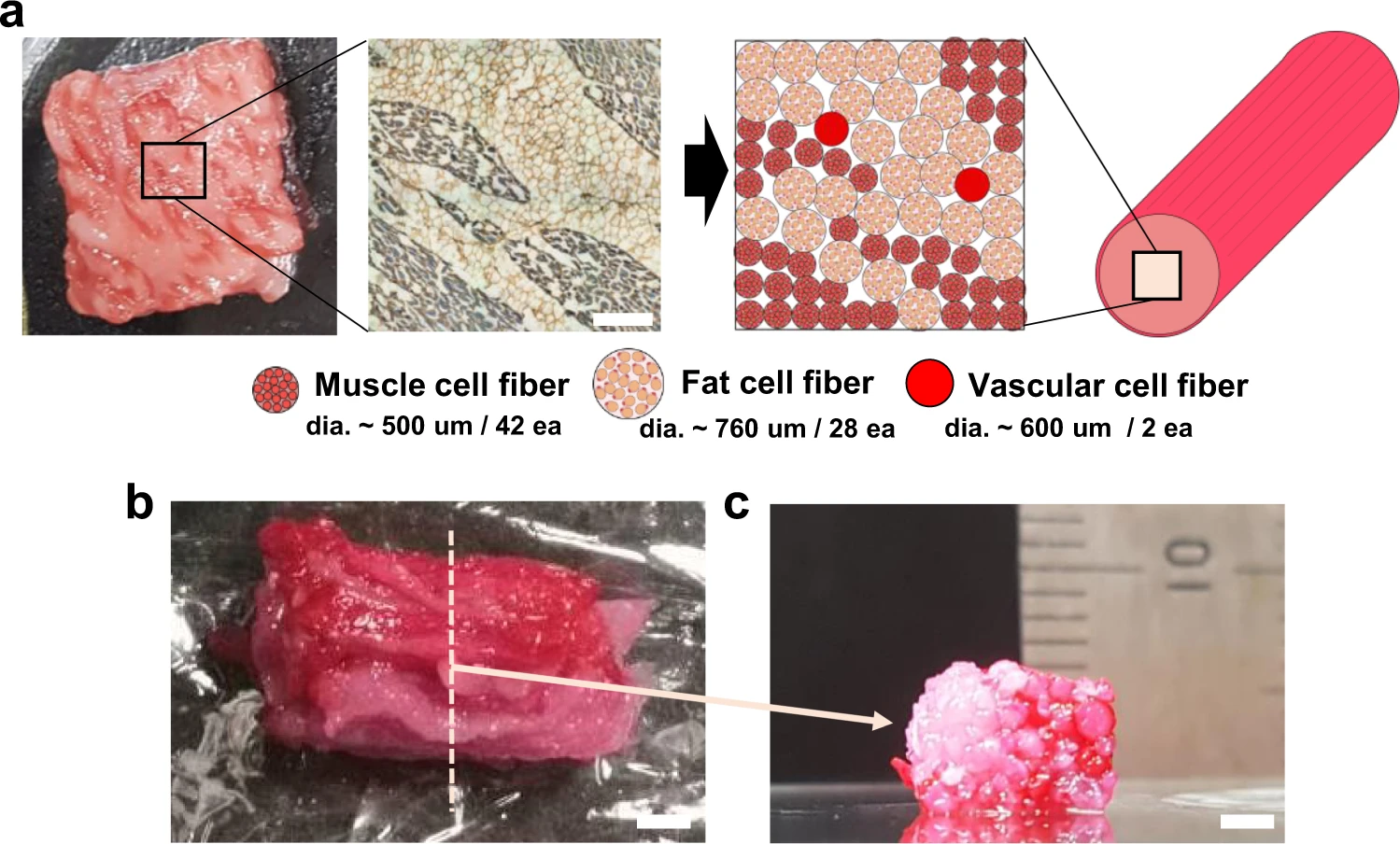
Steakähnliches Kulturfleisch mittels einer Bioprinting-Methode aus dem Jahr 2021. Das Fleisch besteht aus drei Arten von Rinderzellfasern und hat eine Struktur, die der von ursprünglichem Fleisch ähnelt.

Verwendet werden Myoblasten, ein Zelltyp, der einen Kompromiss aus Ausdifferenziertheit und Vermehrungsrate darstellt. Die Ausgangszellen können aus dem jeweiligen Tier schmerzfrei via Biopsie und ohne Tötung entnommen werden.
Den Nährlösungen werden große Mengen an Nährstoffen zugeführt, meist in Form von Soja oder Getreide. Um die Entwicklung der Zellen zu optimieren, kann dem Nährmedium Fetales Kälberserum zugesetzt werden; dieses enthält funktionelle Proteine, Spurenelemente, Hormone und Wachstumsfaktoren.
Die zugrundeliegende Biotechnologie wird schon länger in der Medizin mit menschlichen Hautzellen verwendet, um Transplantate für Schwerbrandverletzte zu züchten. Bislang ist dies auf dünnlagige Hautschichten begrenzt. Die Membranen können übereinandergelegt werden und wenig strukturiertes Hackfleisch ersetzen, wie es in Hamburgern eingesetzt wird. Schwierigkeiten bereiten kompliziertere Strukturen wie Steak, da diese an einem dreidimensionalen Gerüst wachsen müssen und die Muskelzellen für vergleichbare Fleischkonsistenz mechanischer Bewegung ausgesetzt sein sollten.

## Motivation
Konsumenten haben zunehmend Bedenken beim Fleischkonsum, was Tiergerechtheit und Emissionen von Treibhausgasen betrifft.
Von 1961 bis 2011 hat sich der Fleischverbrauch weltweit fast vervierfacht. Die Lobbyorganisation des In-vitro-Fleisches The In Vitro Meat Consortium  argumentiert ökologisch. Demnach wird sich vom Jahr 2000 bis 2050 die Fleischproduktion mehr als verdoppeln. Bereits jetzt werden 34 Millionen km² Landfläche (26 % der Landfläche der Erde) zur Viehhaltung und zum Futtermittelanbau verwendet. Die übrigen bewirtschaftbaren Landflächen von 28 Millionen km² bestehen zu 45 % aus Waldgebiet. 68 % der Emissionen von Ammoniak sind ein Abfallprodukt der Viehhaltung. Massentierhaltung und globaler Viehtransport und Transport von Tierprodukten haben zur Ausbreitung von Seuchen geführt, die auch für den Menschen gefährlich werden können. Des Weiteren gibt es Bedenken, ob Tierschutz und industrialisierte Produktion miteinander vereinbar sind. Ein Ersatz eines Großteils der industriellen Tierproduktion durch Biotechnologie könnte wieder eine extensive Viehwirtschaft im kleinen ökologischen Maßstab erlauben, die das Hochpreis-Segment bedient.
Züchtungen in sterilen Zellkulturen oder Bioreaktoren eignen sich besser zur industriellen Fertigung, da die Überwachung und Fernhaltung von Krankheitserregern und Giftstoffen einfacher ist. Zudem entfällt das aufwendige Entfernen von Innereien, Haaren und Knochen.
Des Weiteren wäre es möglich, ähnlich wie bei traditionell hergestelltem Fleisch, durch gentechnologische Modifikationen den ernährungsphysiologischen Wert des Produkts zu erhöhen. Weitere Ziele sind eine Senkung der Abgasbelastung, da kein für den Treibhauseffekt relevantes Methan entsteht und keine Ausscheidungen, wie sie bei der Massentierhaltung in großen Mengen anfallen.

## Energie- und Stoffbilanz
Die Energiebilanz von In-vitro-Fleisch ist gegenüber der Tierhaltung günstiger, gegenüber pflanzlicher Ernährung aber im Nachteil. Laut der In-vitro-Fleisch-Forscherin Silvia Woll vom Institut für Technikfolgenabschätzung und Systemanalyse am KIT „muss immer mehr Energie in Fleisch hineingesteckt werden, als wir herausbekommen – ob nun aus dem Reaktor oder dem lebenden Tier“. Ökobilanzen und Stoffstromanalysen pflanzlicher Proteinalternativen durch Lebensmitteltechnologen am Fraunhofer-Institut IVV haben ergeben, dass In-vitro-Fleisch aufgrund der Mengen an Energie und Nährstoffen, die in die Nährlösungen eingebracht werden müssen, „hochgradig unwirtschaftlich ist“.

## Marktreife

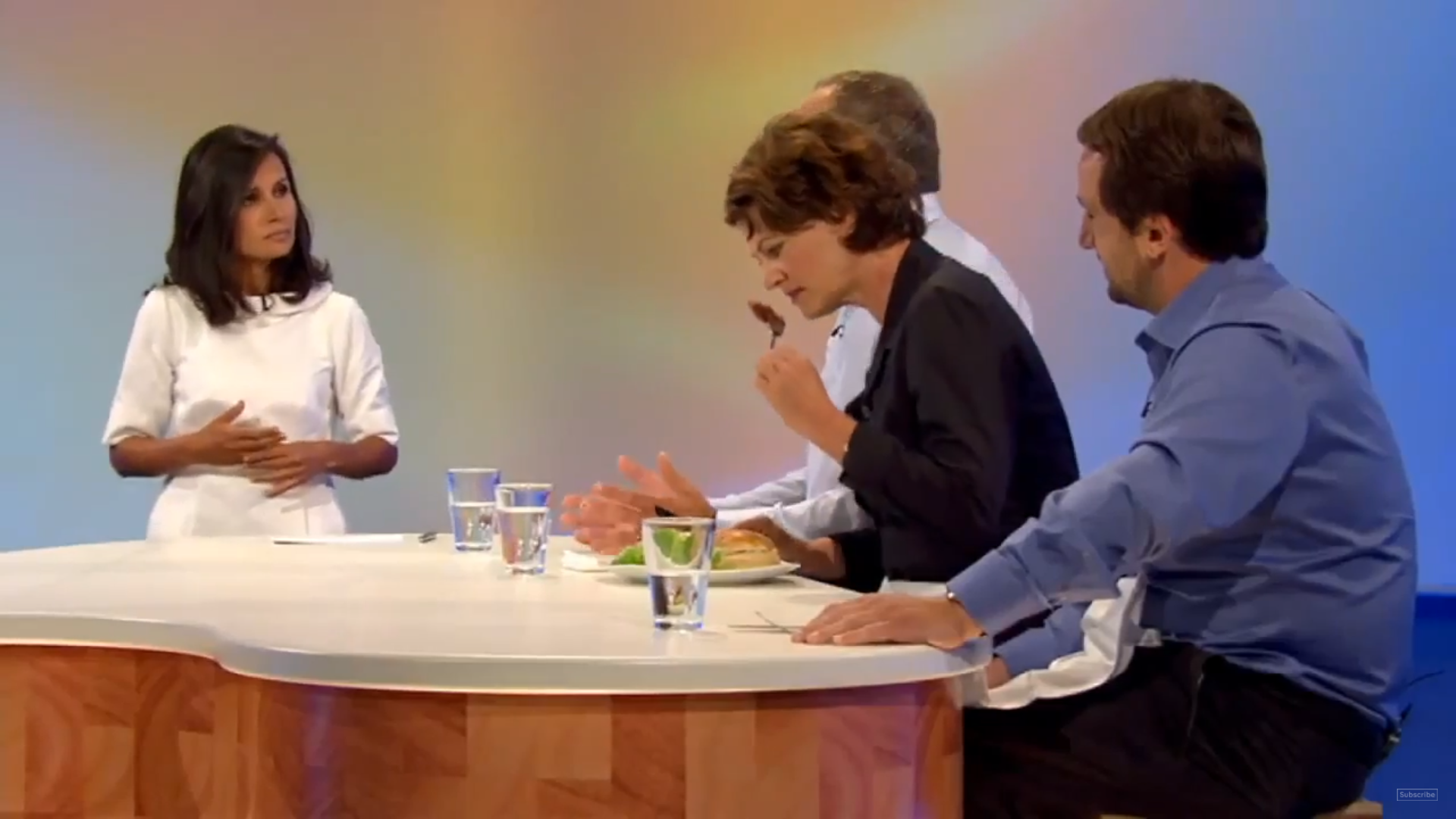
Hanni Rützler prüft den ersten kultivierten Hamburger der Welt, 5. August 2013.

Der Einsatz von Hochtechnologie im Nahrungsmittelbereich ist sehr teuer. Mittelfristig wird angestrebt, durch Investition in die Forschung preislich mit in Europa und den USA stark subventionierten Tierprodukten konkurrenzfähig zu werden.
Der erste In-vitro-Burger wurde von einem niederländischen Forscherteam um Mark Post zur Verfügung gestellt und am 5. August 2013 bei einer Pressedemonstration in London zubereitet und getestet. Er war das Ergebnis jahrelanger Forschung an der Universität Maastricht und repräsentierte den Gegenwert von 250.000 Euro. Das Projekt wurde von Sergey Brin, dem Mitbegründer von Google, finanziert. Forscher rechneten 2015 damit, in einem Zeitraum von fünf Jahren ein marktfähiges Produkt zu einem Preis von $90 pro Kilogramm anbieten zu können. Im Januar 2016 präsentierte das US-Startup Memphis Meats (später umbenannt zu Upside Foods) den Medien ein Fleischbällchen aus Rinderstammzellen. In einem Bericht des Deutschlandfunks sprechen die niederländischen Forscher – die sich mittlerweile ebenfalls als Unternehmen firmiert haben – im Januar 2017 zeitplangemäß von rund 3 Jahren, nannten einen Preis von rund 10 bis 11 Dollar pro Burger und weisen auf die Entstehung von Konkurrenz-Startups in Israel und den USA hin, die diesen Zeitraum möglicherweise verringern könnten. Durch Beimengung von Fettgewebe aus Stammzellen von Rindern sei inzwischen auch der Geschmack des Fleisches maßgeblich verbessert worden. Im Dezember 2020 erteilte die Regierung von Singapur die weltweit erste Zulassung für ein kultiviertes Fleischprodukt, das in Restaurants zum Verkauf angeboten werden soll. Das Unternehmen kündigte an, auf eine Preisparität mit „Premium“-Hühnchen-Mahlzeiten in Restaurants hinzuarbeiten.

## Markt
Weltweit arbeiten mindestens 156 Startups in 26 Ländern daran, kultiviertes Fleisch oder kultivierten Fisch zu entwickeln. Dazu gehören unter anderem die deutschen Unternehmen Bluu Seafood, Innocent Meat und Cultimate Foods. Daneben haben rund 70 Unternehmen aus verwandten Bereichen einen eigenen Geschäftsbereich für das Thema errichtet und engagieren sich in dem Sektor durch Partnerschaften oder als Zulieferer von Fermentern, Nährlösung etc.
Beispiele aus dem deutschsprachigen Raum:
- 2018 beteiligte sich die Merck KGaA mit 5,5 Millionen Euro und die Bell Food Group mit 2 Millionen Euro an der niederländischen Firma Mosa Meat.[34][35]
- 2019 beteiligte sich die deutsche PHW-Gruppe, zu der auch Wiesenhof gehört, an dem israelischen Startup SuperMeat.[36]
- 2019 beteiligte sich Migros am israelischen Startup Aleph Farms beteiligt.[37]
- 2022 gründete das Unternehmen InFamily Foods, das aus der Wurstindustrie stammt, die Tochterfirma The Cultivated B.[38]
- 2022 wurde das Startup MyriaMeat gegründet, das auf Forschungsergebnisse des Instituts für Pharmakologie der Universität Göttingen zurückgreift[39]

Die auch in Deutschland aktive niederländische Stiftung RESPECTfarms hat sich zum Ziel gesetzt, konventionelle landwirtschaftliche Betriebe zu Bauernhöfen für kultiviertes Fleisch zu transformieren und wird dabei u. a. vom niederländischen Landwirtschaftsministerium, aber auch von den Firmen Mosa Meat, Merck und Rügenwalder Mühle unterstützt.

## Forschung und Forschungsförderung
Im Bereich kultiviertes Fleisch findet die Grundlagenforschung vor allem in von Wagniskapital finanzierten Startups statt. Dennoch gibt es einzelne Lehrstühle und Forschungsbereiche, die sich in Deutschland mit kultiviertem Fleisch beschäftigen. Unter anderem wurde in Deutschland in München 2022 der weltweit erste Lehrstuhl für kultiviertes Fleisch errichtet.
Zu den Wissenschaftlern, die sich mit unterschiedlichen Aspekten von kultiviertem Fleisch beschäftigen, gehören:
- Marius Henkel von der Technischen Universität München
- Petra Kluger von der Hochschule Reutlingen
- Andreas Blaeser von der Technischen Universität Darmstadt
- Nick Lin-Hi von der Universität Vechta
- Monika Röntgen vom Forschungsinstitut für Nutztierbiologie in Dummerstorf

Laut einer Bestandsaufnahme des Fraunhofer-Instituts für System- und Innovationsforschung (ISI) gibt es bislang nur wenig öffentliche Forschungsförderung im Bereich kultiviertes Fleisch in Deutschland: Zwischen 2009 und 2023 seien in Deutschland insgesamt 16 Projekte mit einem Gesamtvolumen von 3 Millionen Euro gefördert worden.
Zu den Projekten, die in Deutschland im Bereich Zellkultivierung gefördert werden, gehören unter anderem CELLZERO Meat, das mit 1,2 Millionen Euro durch das Bundesministerium für Bildung und Forschung unterstützt wird, und ein Verbundprojekt von Bluu Seafood, der Hochschule Reutlingen und der Universität Vechta, das mit 1,3 Millionen Euro durch das Bundesministerium für Ernährung und Landwirtschaft gefördert wird.
Demgegenüber stehen zum Beispiel ein Förderpaket in Höhe von 60 Millionen Euro in den Niederlanden sowie die Förderung eines Forschungszentrums in Großbritannien mit 12 Millionen Britischen Pfund. Auch in den USA, in Israel und in Singapur wird der Sektor mit deutlich mehr Forschungsförderung bedacht.

## Rezeption
Kritik an dem Verfahren entzündete sich unter anderem daran, dass für die Nährmedien sogenanntes Fetales Kälberserum eingesetzt wurde, wofür Tiere getötet werden müssen. Dies widersprach dem Anspruch, Fleisch ohne das Töten von Tieren zu produzieren. Mittlerweile werden keine Föten mehr in der Produktion benötigt.
Die wichtigsten Einflussfaktoren für eine Akzeptanz von Kulturfleisch bei potenziellen Konsumenten hängen laut Studien vor allem von der allgemeinen öffentlichen Wahrnehmung, der empfundenen Natürlichkeit und der Lebensmittelsicherheit ab. Ethische Überlegungen und Umweltbedenken können Konsumenten dazu bewegen mehr für pflanzlichen Fleischersatz zu zahlen, jedoch nicht zwingend für Kulturfleisch.

## Galerie

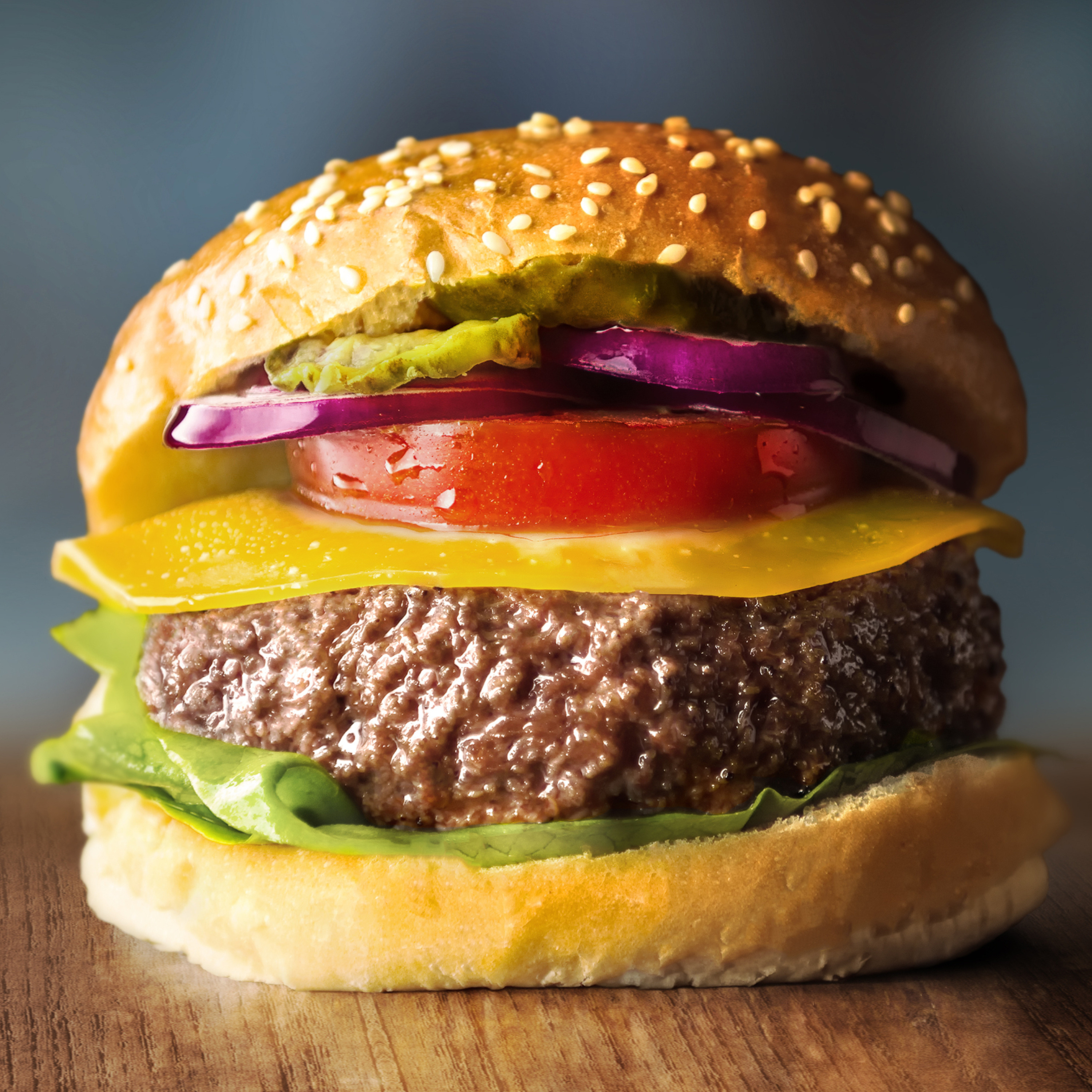
Kultivierter Hamburger, 2013
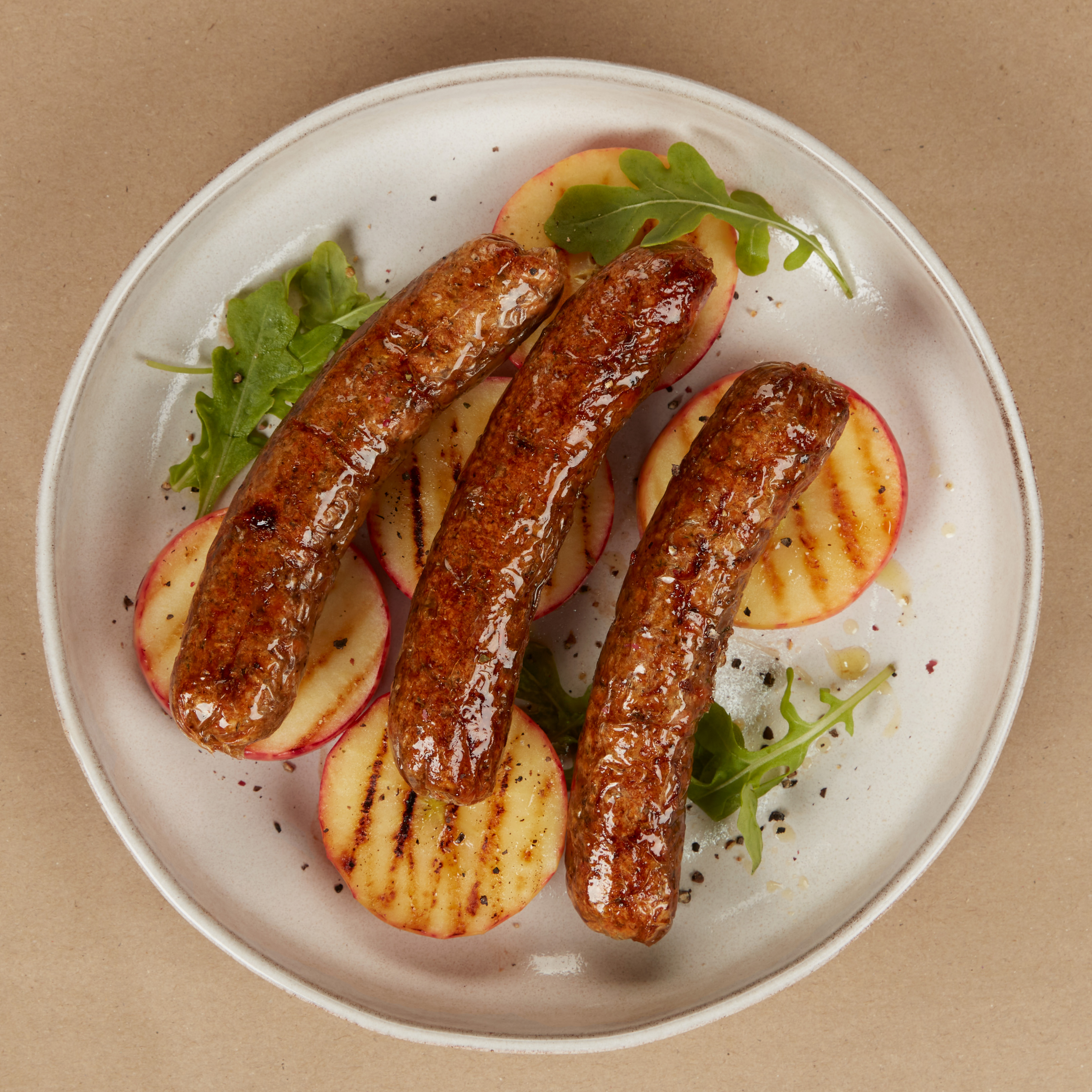
Kultivierte Wurst, 2023
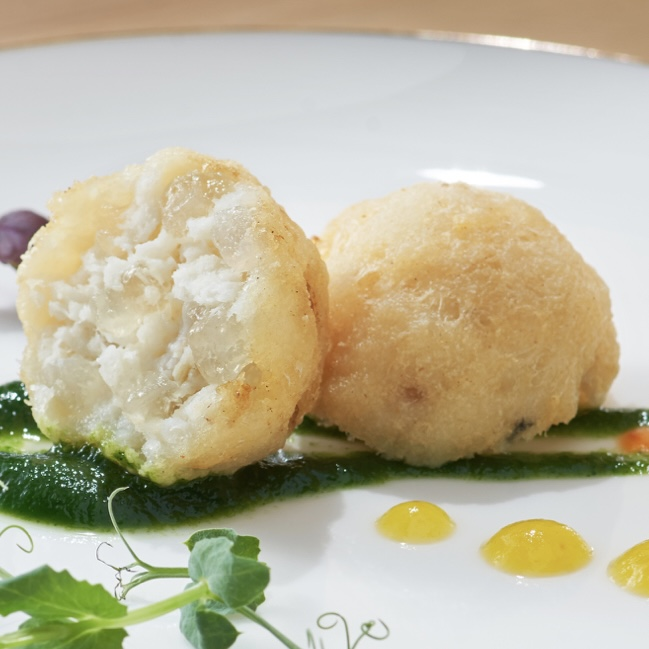
Knödel mit kultivierter Schwimmblase, 2019
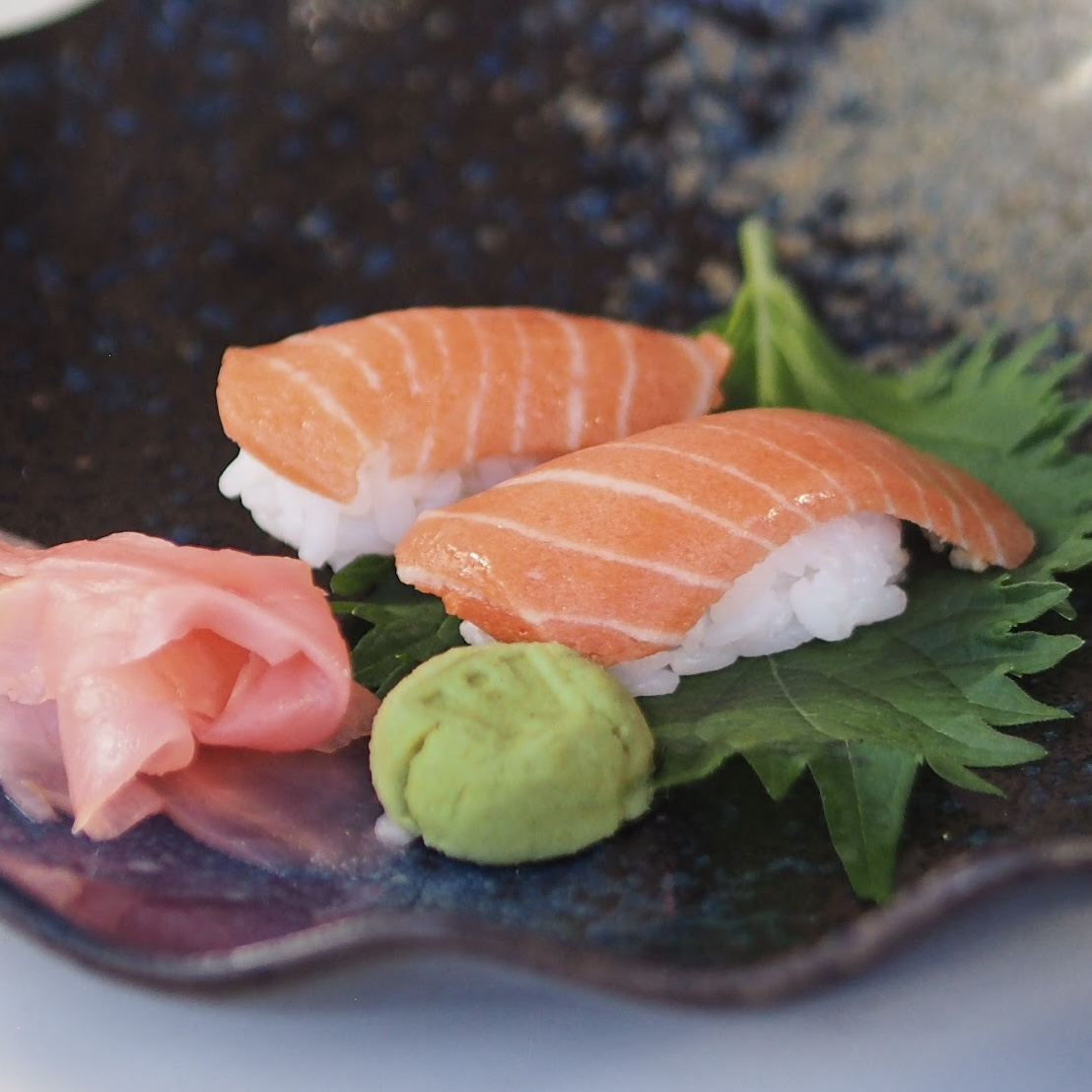
Kultivierter Lachse auf Sushi, 2020
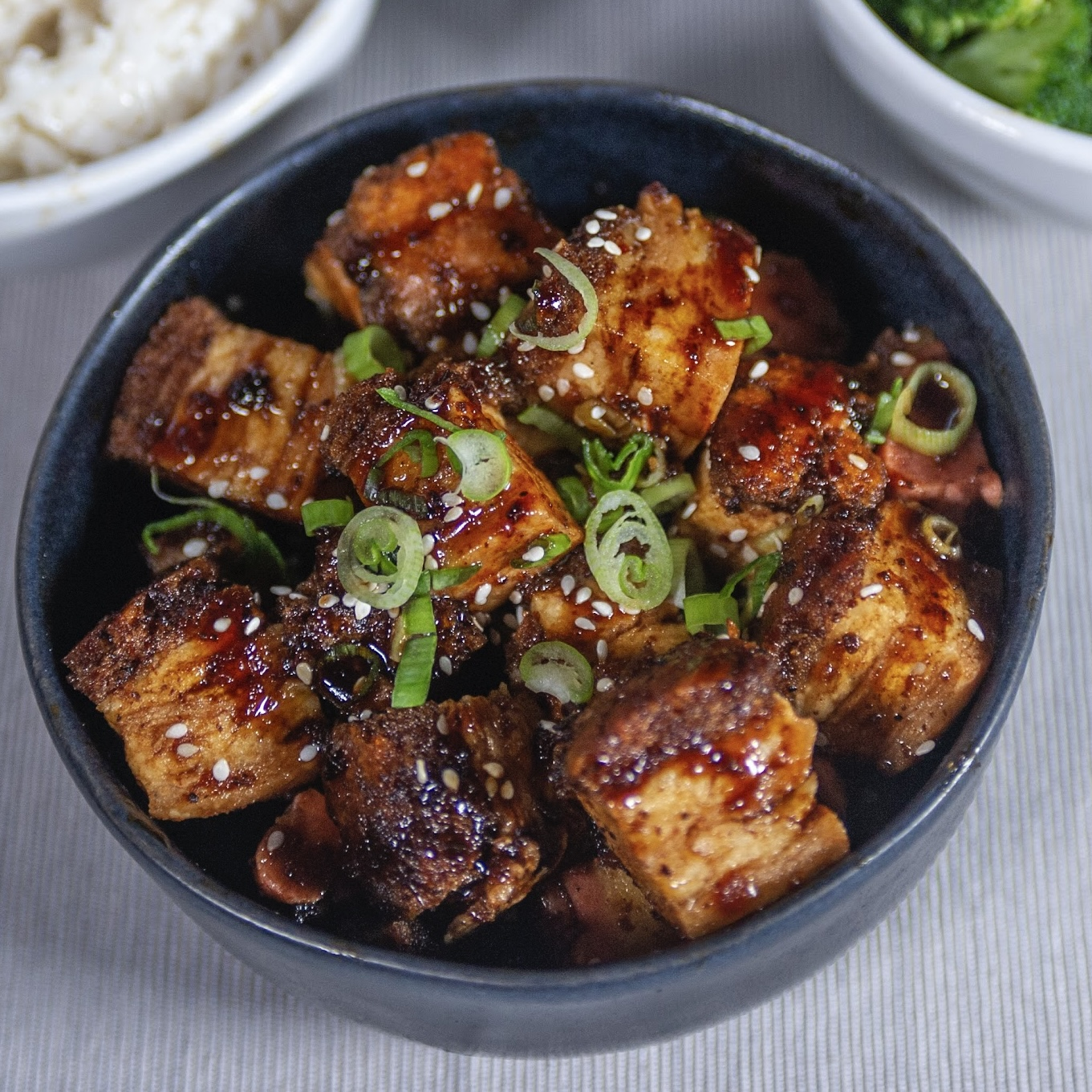
Kultiviertes Schweinefleisch, 2020
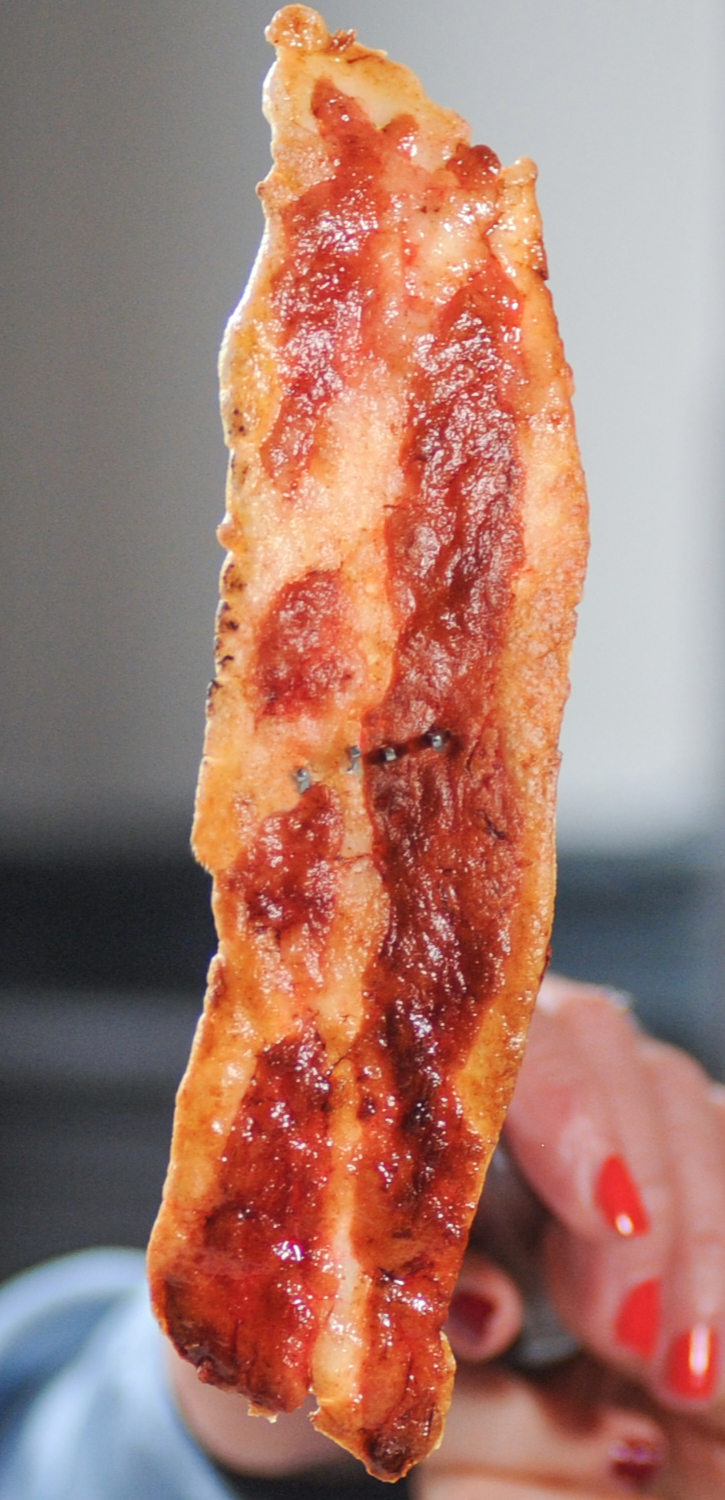
Kultivierter Speck, 2020